# 에두아르트 타페
독일 백작 에두아르트 폰 타페(Eduard von Taaffe, 1833년 2월 24일 – 1895년 11월 29일)는 오스트리아의 정치가로 1868년부터 1870년까지, 그리고 1879년부터 1893년까지 내각을 이끌며 시스라이타니아 수상을 역임했다. 그는 신성 로마 제국의 제국백과 영국의 아일랜드 자작 작위를 세습해왔던 타페 자작 가문의 후예였다.